# 랑선 원정
랑선 원정(Lạng Sơn campaign, 1885년 2월 3일 ~ 2월 13일)은 청불 전쟁 중 베트남 북부의 통킹에서 벌어진 프랑스군 공세였다. 루이 브리에르 드 리즐 장군이 지휘한 통킹 원정군은 보급의 어려움을 극복하고, 청나라의 광서군을 물리치고, 원정 10일만에 전략적으로 중요한 도시인 랑선을 함락했다.

## 원정 준비

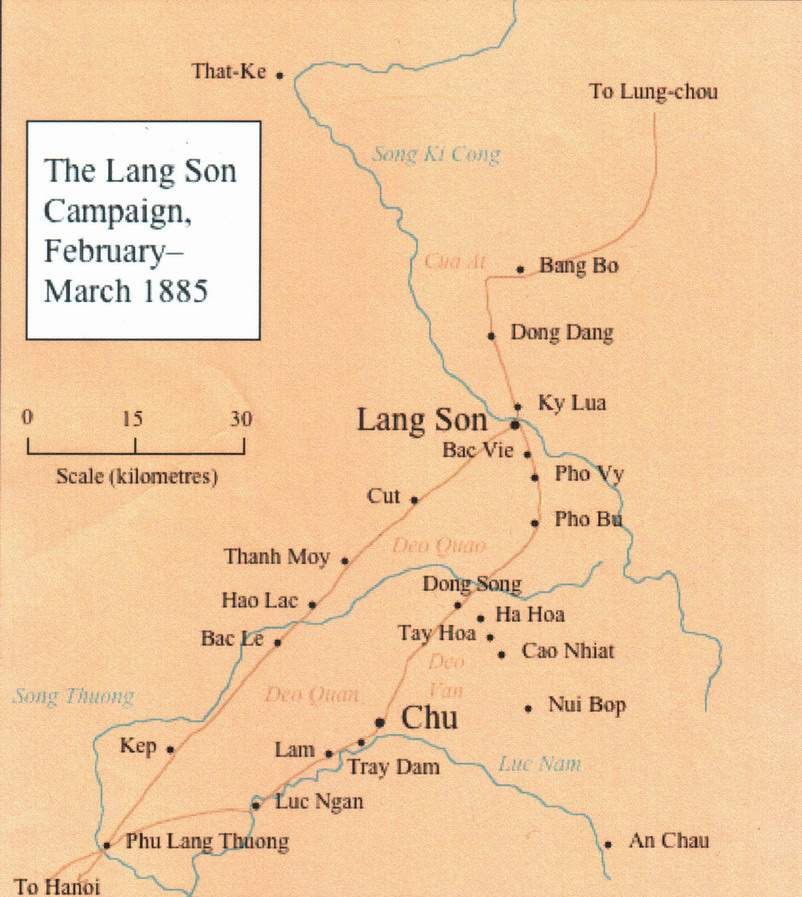
랑선 원정, 1885년 2월

통킹에서의 프랑스 전략은 1884년 12월 말에 하원에서 격렬한 논쟁의 대상이 되었다. 장 밥티스트 마리 깜페농(Jean-Baptiste-Marie Campenon) 육군 장관은 프랑스가 홍강 삼각주에 대한 지배를 강화해야 한다고 주장했다. 그의 정적들은 통킹 북부에서 청나라군을 쫓아내는 공세를 촉구했다. 논쟁은 깜페농의 사임과 매파인 쥘 르왈(Jules Lewal) 장군의 육군 장관 교체로 끝났다. 1885년 1월 5일, 르왈은 브리에르 드 리즐에게 ‘최대한 빨리 랑선을 함락시키라’고 명령했다.
랑선 원정을 위한 장기 계획은 몇 달 동안 진행되어 왔고, 브리에르 드 리즐은 이미 프랑스가 점령했던 룩남강 근처 추(Chu)의 프랑스 전진 기지에서 대규모 프랑스군을 집결시키고 있었다. 그곳은 1884년 10월 껩 원정을 계기로 프랑스군이 점령했던 곳이었다. 1885년 1월 3일과 4일, 드 네그리에 장군은 프랑스의 준비를 방해하기 위해 인근 누이밥 마을 주변에 집결해 있던 상당수의 광서군 분대를 공격하여 격퇴시켰다. 누이밥에서 드 네그리에가 거둔 승리는 1 : 10명 이하의 확률로 이겼으며, 그의 동료 장교들은 그의 경력에서 가장 화려한 전문적 승리로 여겼다.
랑선 원정을 대비한 물자 준비는 강력했다. 랑선의 외곽으로 가기 위해서는 약 10일이 소요될 예정이었다. 부대는 식량과 장비의 무게에 부담을 느낄 것이고, 극도로 어려운 시골길을 행군해야 할 것이다. 통킹의 2월달의 밤은 몹시 추웠다. 부대에 음식과 탄약을 공급하면 노새 열차와 쿨리를 담당하는 해병대 보병 장교의 독창성이 필요했다. 프랑스군은 원정 준비를 완료하기 위해 한 달이 걸렸지만, 1885년 1월 말, 브리에르 드 리즐 장군은 추에서 약 4,500명의 쿨리와 함께 7,200명 미만의 원정대를 모았다.

## 원정 사령부

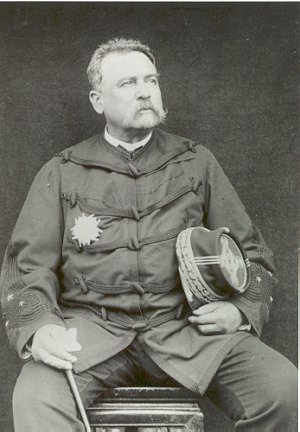
루이 브리에르 드 리즐 장군 (1827–96)
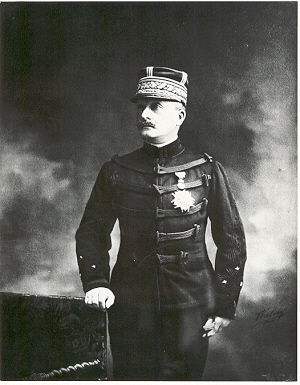
프랑수아 드 네그리에 장군 (1842–1913)
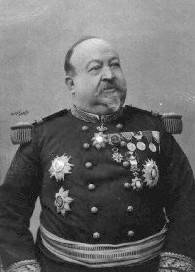
앙제 로랑 조반니넬리 대령 (1839–1903)

## 원정 부대
랑선 원정군 부대는 원래 1885년 1월 밀로 장군에 의해 설립된 2개의 여단을 중심으로 구성되었다. 각 여단에는 2개의 행진 연대가 포함되어 있었고, 각 행진 연대는 3개 대대와 그들을 지원하는 포병대 그리고 통킹 척후병들이 있었다. 그리고 그들은 다시 야전병원과 공병대 분견대를 동반하고 있었다. 조바니넬리의 1여단은 2개의 대대의 해병대 보병 연대, 알제리 소총병(투르코스)의 2대 대대, 통킹 소총병 대대와 3개의 포병대로 구성되었다. 드 네그리에의 2여단은 수도 육군의 3개 보병 대대, 2개의 외인부대 대대의 ‘알제리’ 연대, 아프리카 경보병 1개 대대, 통킹 소총병 1개 대대, 포병대 3개 포대로 구성된 ‘프랑스’ 연대로 구성되었다.
- 1여단 (대령 로랑 조바니넬리)
  - 행진 1연대 (중령 쇼몽)
    - 해병대 보병 대대 (대대장 메아)
    - 해병대 보병 대대 (대대장 람비네)

  - 행진 2연대 (중령 레텔리에)
    - 3대대, 알제리 소총 3연대 (대대장 미비엘르)
    - 4대대, 알제리 소총병 1연대 (대대장 꼼모이)

  - 1대대, 통킹 소총병 2연대 (대대장 토네)
  - 여단 포병 (포대장 레브라)
    - 3, 4, 5 해병대 포병 포대 (Roussel, Roperh, Péricaud 대위)[Note 1]
- 2여단 (프랑수아 드 네그리에 여단장)
  - 3행진 연대 (에르빈제 중령)
    - 23 보병 대대 (고다르 중령)
    - 111 보병 대대 (대대장 포르)
    - 143 보병 대대 (대대장 파레)

  - 4행진 연대 (도니에르 중령)
    - 외인부대 2대대 (대대장 디구에)
    - 외국부대 3대대 (쇼에프 중령)
    - 아프리카 경보병 2대대 (대대장 세르비에르)

  - 1대대, 통킹 소총병 1연대 (대대장 Jorna de Lacale)
  - 포병 여단 (포대장 드 도브르)
    - 해병대 포병 1포대 (마르탱 대위)
    - 11, 12포대, 12군 육군 포병 연대 (주르디와 드 싹시 대위)[3]

보병 대대의 병력은 통킹에 얼마나 오래 있었는지에 따라 상당히 다양했다. 통킹 원정에서 가장 오랫동안 활동하며 실전 경험이 있는 대대는 500명 정도였으며, 반면 최근에 도착한 쇼에프와 꼬모이의 대대는 800대의 소총을 지급할 수 있었다.

## 원정

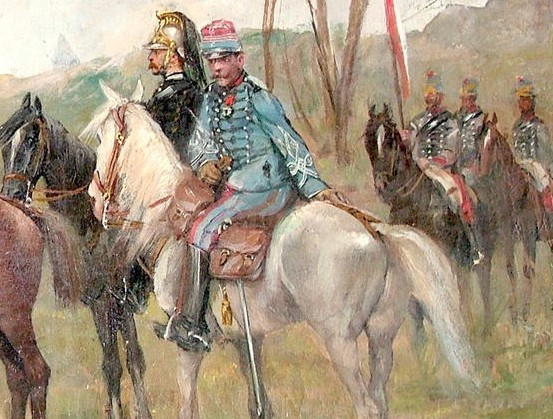
폴 귀스타브 에르빈제 중령 (detail from a painting by Albert Bligny)

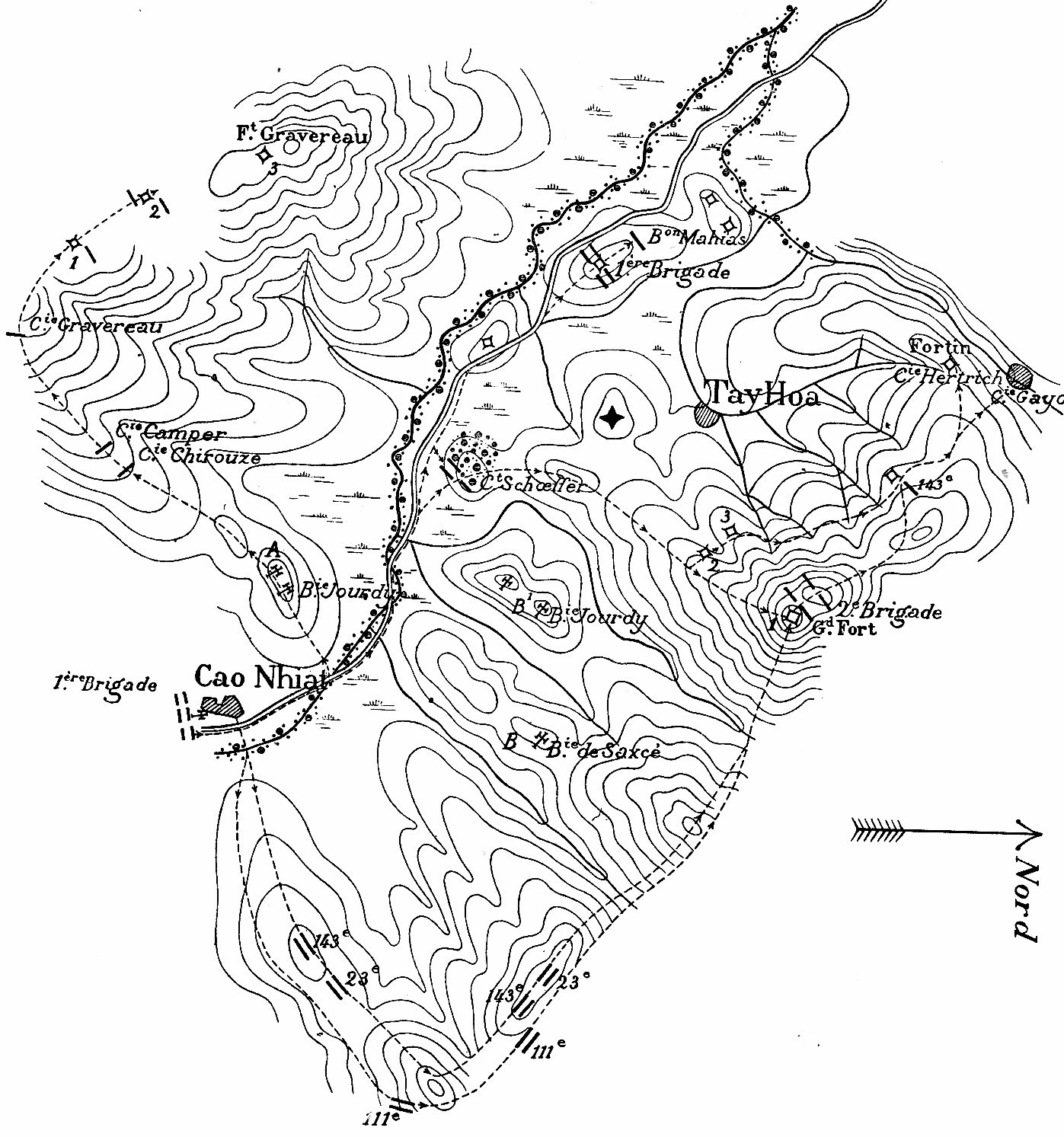
떠이호아 전투의 지도, 1885년 2월 4일

### 2월 3일
2월 2일, 자정 직후, 원정군은 추에서 출발하여 프랑수아 드 네그리에의 2여단이 선두에 서고, 적들의 저항없이 데오반 산을 넘어 까오녓으로 진격했다. 까오녓에서 프랑스군들은 중요한 청나라군 쌀 보급소를 점령하여 보급품을 충당했다.

### 2월 4일
2월 4일, 원정군은 떠이호아에서 청나라군과 첫 교전을 벌였다. 이 전투는 거의 전적으로 행군을 이끌고 있던 드 네그리에의 2여단에 의해 진행되었다. 1885년 3월 말 논란이 많은 프랑스군의 랑선 퇴각을 결정지은 지휘관 폴 귀스타브 에르빈제 중령은 야전 지휘에 대한 미숙함을 보여주었다. 에르빈제는 프랑스군 3개 대대로 청나라군의 핵심 진지인 ‘Great Fort’를 점령하라는 명령을 받았지만, 에르빈제는 군대를 지치게 하고, 귀중한 시간을 낭비하는 정교한 측면 행진을 펼쳤다. 한참 뒤, 작전 일정이 위협받는 것을 보고 드 네그리어는 쇼에프의 외인부대 3대대에게 대신 요새를 점령하라고 명령했다. 외인부대원은 청나라군 진지로 향하는 산길을 빠르게 뛰어들어 에르빈제의 눈 앞에서 점령했다. 한편, 전장의 다른 쪽에서, 디구에의 외인부대 2대대 그라베로(Gravereau) 대위는 청나라군에 의해 고립되어 포위당했다. 중대는 결국 동료들에 의해 풀려났지만, 큰 손실을 입었다. 전투는 분명 프랑스군의 승리였지만, 프랑스군의 사상자는 엄청나게 컸다. 18명이 죽고, 101명이 부상당했으며, 그들 대부분이 디구에와 쇼에프의 외인부대 대대원들이었다. 이것은 프랑스군이 청불 전쟁을 시작된 이래로 단 한차례의 교전에서 기록한 가장 큰 사상자였다.

### 2월 5일~6일
프랑스군은 하호아 주변의 동선에서 청나군의 주둔지를 방어하는 주요 요새 단지를 공격했다. 두 프랑스 여단은 나란히 공격했다. 그들은 수비병들이 도망치기 전에 여러 개의 청나라 진지를 넘어가, 지붕을 다이너마이트로 날려 요새를 없앴다. 오른쪽의 2여단은 눈에 띄는 소나무 목재로 지은 청나라군 주요 건물들을 점령했다. 포병에 의해 준비된 프랑스 공격의 속도는 전투 내내 청나라군과 균형을 유지했으며, 프랑스군 사상자는 4명 사망, 18명 부상으로 상대적으로 낮았다.
2월 6일, 프랑스군은 동선 앞의 최후의 방어선에서 청나라군을 제거하기 위해 아침에 전투를 시작했으며 오후에는 고착된 동선 진영을 점령했다. 이 작전에서 프랑스군 사상자는 3명이 사망하고 41명이 부상을 입었다. 브리에르 드 리즐은 청나라군을 다시 데오꽌 산에서 랑선에서 멀리 있는 송트엉 계곡으로 밀어넣기를 바라고 있었다. 그러나 대부분의 청나라군은 다시 동선 계곡 위로 퇴각하여 포부(Pho Bu)로 올라갔는데, 그곳에서 랑선을 더 지킬 수 있었다.

### 2월 9일
동선의 점령은 박레에 있는 광서군 우익의 보급선을 위협했다. 청나라군은 서둘러 박레에서 철수하여 만다린 로드를 따라 타인머이로 후퇴했다. 그들의 퇴각을 엄호하기 위해, 그들은 2월 9일 데오꽌 산에 있는 프랑스 전초기지를 공격했다. 데오꽌의 프랑스군 부대는 이 공격을 쉽게 격퇴했지만, 그 댓가로 광서군이 재집결할 시간을 벌어 랑선 앞에 최후의 저항을 할 수 있게 되었다.

### 2월 11일
식량과 탄약을 재보급 받기 위해 동선에서 한숨을 돌리고, 데오꽌산을 가로질러 추로 가는 더 짧은 보급선을 구축하기 위해 통킹 원정군은 랑선을 향해 압박했다. 2월 11일, 프랑스군 부대의 선두에서 2여단이 포비에서 광서군의 전위대와 접촉했다. 청나라군은 거의 어려움 없이 에르빈제의 프랑스군 3개 대대에 의해 포비 마을에서 쫓겨났다. 그러나 청나라군은 예비병력을 이끌고 나와 에르빈제의 연대에 반격을 가했는데, 드 네그리에가 디구에의 외인부대 대대를 동원해 청나라군 예비병력을 몰아냈다. 전투가 끝나갈 무렵, 111 대대는 나머지 여단의 눈 아래서 청나라군의 언덕 진지를 습격했다. 한 달 뒤 진남관 전투에서 쓰러진 르네 노르망(Rene Normand) 소위는 이 작전에서 두각을 나타냈다. (그가 통킹에서 보낸 편지는 그의 사후 출판된다.) 저녁이 되자 청나라군은 박비에에서 본대를 빼내 퇴각했다. 프랑스군 사상자는 총 1명이 사망하고, 23명이 부상하는 경미한 수준이었다.

### 2월 12일

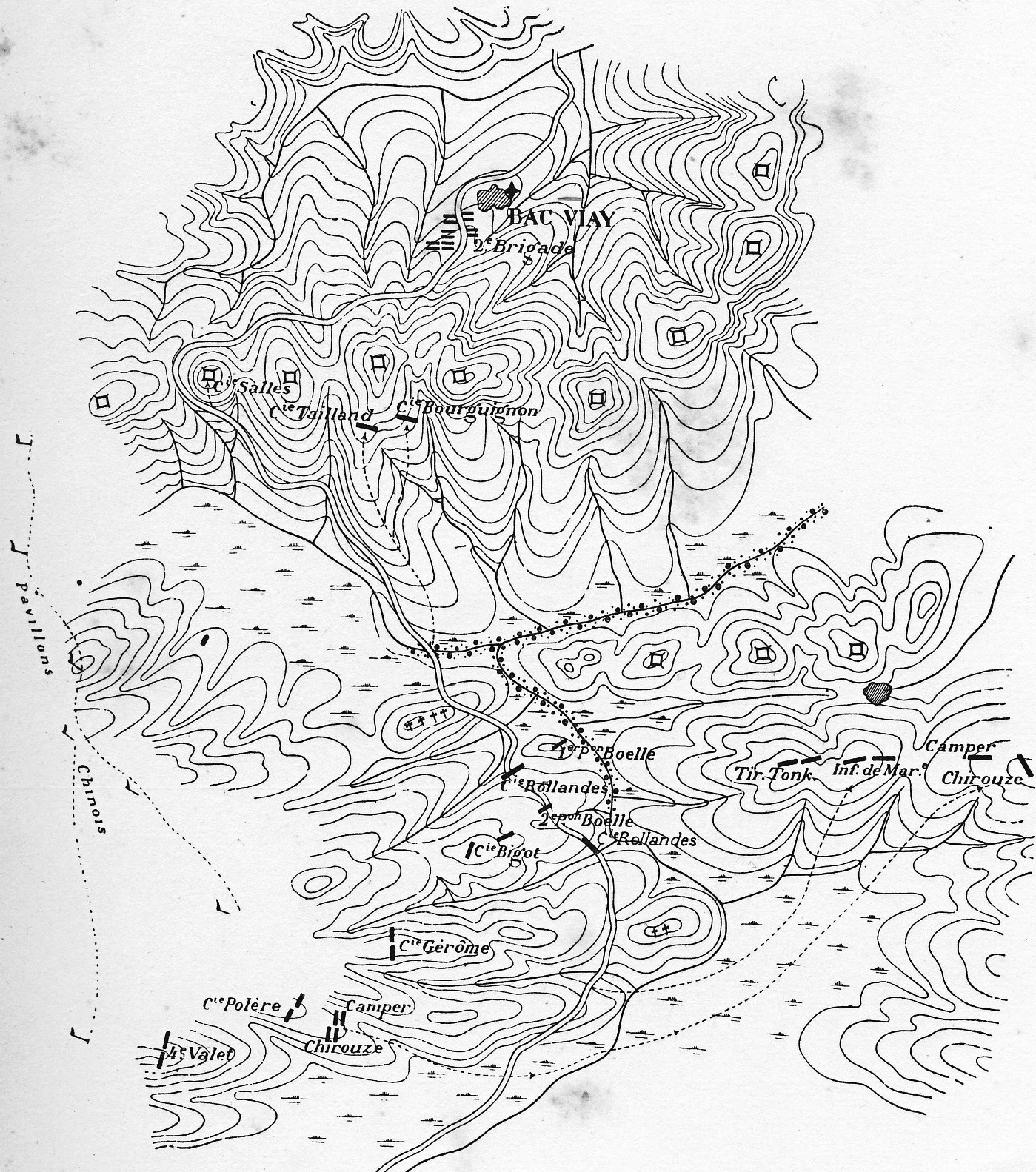
박비에 전투 지도, 1885년 2월 12일

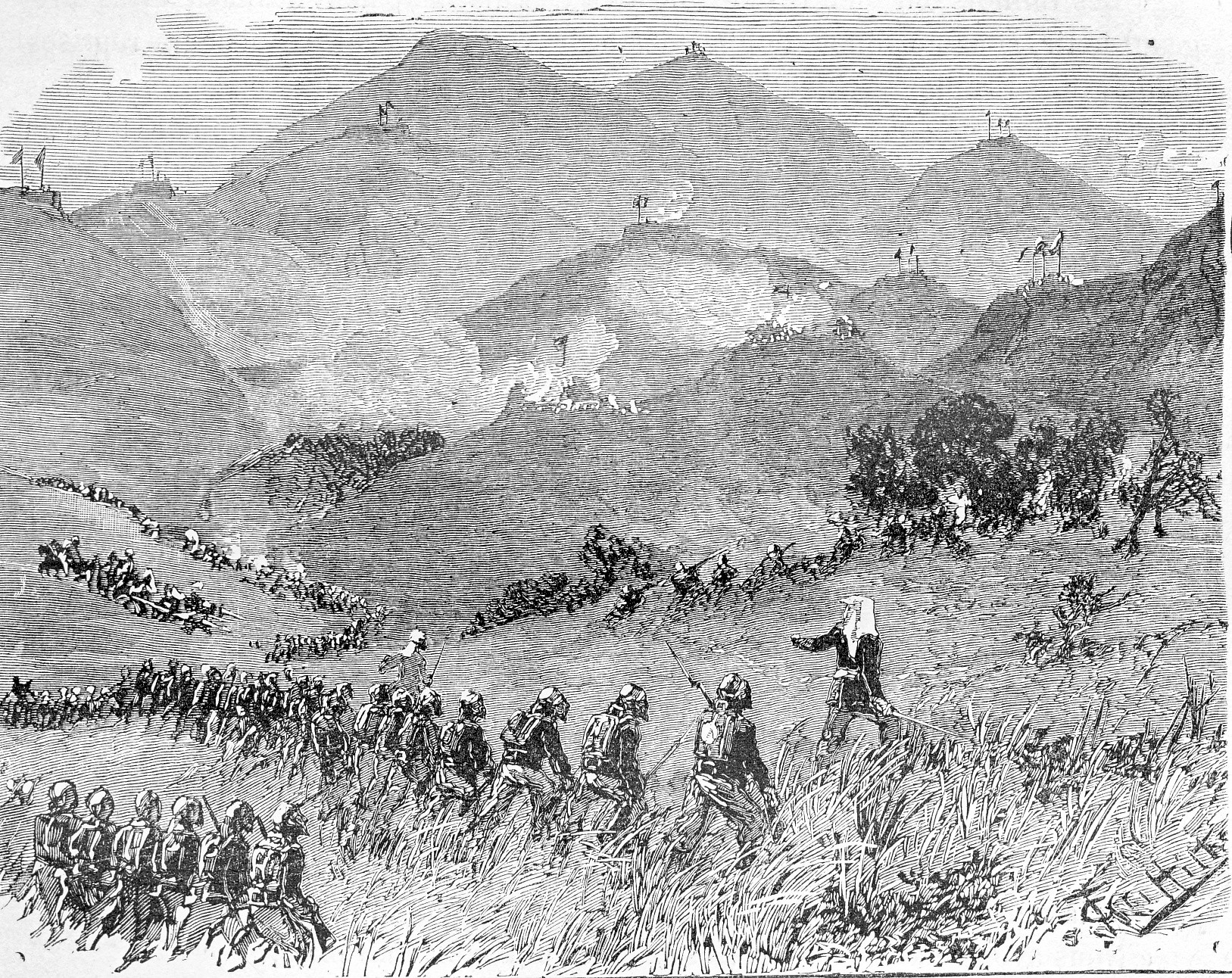
박비에 전투에서 청나라군 언덕 진지로 진격하는 프랑스군

랑선으로 가기 위한 최후의 전투는 2월 12일 랑선의 남쪽으로 몇 킬로미터 떨어진 박비에(Bac Vie)에서 진행되었다. 조바니넬리의 1여단이 프랑스 부대를 이끌고 있었고, 드 네그리어의 2여단은 전투에 거의 참가하지 않았다. 값비싼 댓가를 치뤘지만, 성공적인 공격으로, 조바니넬리의 투르코스와 해병대 보병들이 청나라군 방어진을 습격했다. 전투는 짙은 안개 속에서 치러졌고, 조바니넬리 여단의 일부를 거의 쓸어버릴 뻔한 한 지점에서 청나라군이 위험한 반격을 감행할 수 있었다. 결국, 프랑스군은 청나라군 중앙을 돌파했고, 고립된 청나라 양익은 무질서한 상태로 랑선으로 퇴각했다. 박비에의 프랑스군 사상자는 30명이 사망하고, 188명이 부상을 입었으며 이것은 원정 이후 사상 최대의 사상자였다. 이 사상자들 대부분은 조바니넬리 여단의 투르코스 2개 대대에서 발생한 사상자였다. 1여단 포병대 지휘관 중대장 레브라(Levrard)는 전투 도중 피탄되어 사망했고, 브리에르 드 리즐의 보좌관이자 프랑스 원로 장성의 아들 보상(Bossant) 소위가 브리에르 드 리즐의 곁에서 죽었다.

### 2월 13일
2월 13일, 프랑스군 부대는 랑선으로 들어갔다. 청나라군은 낄루아 인근 마을에서 명목적인 후위대 작전에서 싸운 후 랑선을 포기했다. 박비에에서의 그들의 활약에 찬사를 보내면서 브리에르 드 리즐은 조바니넬리의 투르코스와 해병대 보병에게 랑선에 가장 먼저 입성하는 영광을 주었다. 광서군은 청나라 국경으로 돌아와 통킹 영토에 있는 작은 마을인 동당에서 강력한 수비 기지를 점령했다.

## 통지문
브리에르 드 리즐은 랑선 원정 동안 하루에 두 번씩 통지문을 발송했다. 2월 7일에 발행된 첫 번째는 동선의 청나라군 진지를 점령했다는 내용이었다.
| “ | 엄청난 무기, 탄약과 식량을 가진 하호아와 동선의 강력한 진지가 제군들의 손에 들어 왔다. 제군들의 공격 속도가 적군이 빼내갈 시간을 빼앗았다. 2월 4일, 5일, 6일 작전을 펼치는 동안, 청나라군은 우리에게 데오반과 데오꽌의 통과를 막았고, 우리가 타인머이와 랑선으로 가는 길을 막기 위해 의지해 온 이 존경할 만한 진지의 주인이 되었다. 제군들은 프랑스 육군 기록에서 가장 자주 언급되는 군대의 위업에 필적해 왔다. 제군들은 우리 역사에 훌륭한 페이지를 추가했다.장교과 제군들 모두에게 경의를 표한다! 제군들의 일이 거의 끝나가고 있다. 전투와 궁핍과 피로가 여전히 제군을 기다리고 있다. 그러나 이미 그런 훌륭한 증거를 제시했던 제군들의 군사적 덕목은 미래의 성공을 보장해 줄 것이다. | ” |

2월 14일에 발송된 두 번째 통지문은 랑선의 함락를 나타내고 있다.
| “ | 제군들은 랑선 위로 프랑스 국기를 게양했다. 10배의 많았던 청나라군은 여러분의 손에 부대기, 무기와 탄약을 남기고 전선을 완전히 뚫고 나갔다. 그것을 어쩔 수 없이 제군들에 버릴 수 밖에 없었거나, 우리의 행군을 저지하기 위해 그토록 많이 의존했던 유럽산 장비들을 산 속에 흩어놓았다. 이 작전을 성공적으로 수행한 제군 모두에게 영광이 있으라. 떠이호아의 4대대, 하호아의 5대대, 동선의 6대대, 데오꽌의 9대대, 포비의 9대대, 박비에의 12대대, 그리고 랑선의 13대대 모두! 그리고 그 격렬한 저항에도 불구하고, 그것이 점령한 가공할 진지에서 그들을 내쫓았다! 식량과 탄약 열차에 대한 책임을 맡은 장교들에게도 경의를 표한다. 제군들이 먹을 수 있었던 것은 그들의 헌신과 불요불굴의 에너지 덕분이며, 우리의 전진이 더 이상 지체되지 않았다. | ” |

## 이후

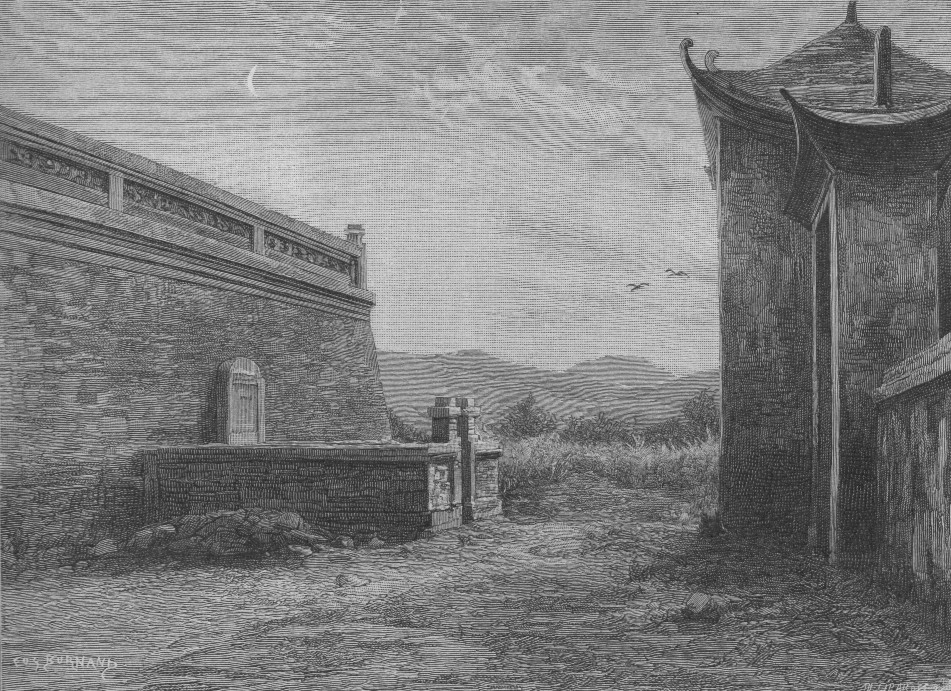
랑선에 있는 보상 소위의 무덤

2월 16일, 브리에르 드 리즐은 랑선을 떠나 조바니넬리의 1여단과 함께 뚜옌꽝 포위전을 완화시키기 위해 떠났다. 브리에르 장군은 떠나기 전에 랑선에 2여단과 함께 머무르고 있는 드 네그리에 장군에게 청나라군 국경을 압박해, 광서군 잔당을 통킹 땅에서 내쫓으라고 명령했다. 드 네그리에는 2여단에 식량과 탄약을 재보급한 뒤 동당에 있는 광서군을 공격하기 위해 진격했다. 2월 23일, 드 네그리에는 동당에서 청나라 방어진을 강타했고, 청나라군은 룽저우의 청나라 국경 도시로 후퇴했다.
통킹 영토에서 청나라군들을 정리한 후 프랑스군은 광서 지방으로 잠깐 넘어갔고, 2월 25일 진남관의 국경에 기지한 정교한 청나라 세관인 ‘청나라 관문’을 날려 버렸다. 그러나 이 승리를 이용할 만큼 강력하지 못했고, 드 네그리에는 2월 말에 2여단의 대부분과 함께 랑선으로 돌아왔다. 에르빈제 중령의 지휘하에 작은 프랑스 수비대가 광서군의 움직임을 감시하기 위해 남겨졌다. 3주 후, 청나라는 동당 수비대를 공격하여 진남관 전투(1885년 3월 24일)에서 프랑스를 결정적으로 패배시킴으로써 일련의 사건을 촉발시켰다.

## 참고자료
- Armengaud, J. L., Lang-Son: journal des opérations qui ont précédé et suivi la prise de cette citadel (Paris, 1901)
- Bonifacy, A propos d'une collection des peintures chinoises représentant diverse épisodes de la guerre franco-chinoise de 1884–1885 (Hanoi, 1931)
- Dreyfus, G, Lettres du Tonkin, 1884-6 (Paris, 1888)
- Grisot and Coulombon, La légion étrangère de 1831 à 1887 (Paris, 1888)
- Harmant, J., La verité sur la retraite de Lang-Son (Paris, 1892)
- Hocquard, C., Une campagne au Tonkin (Paris, 1892)
- Lecomte, J., Lang-Son: combats, retraite et négociations (Paris, 1895)
- Lecomte, J., La vie militaire au Tonkin (Paris, 1893)
- Lung Chang [龍章], Yueh-nan yu Chung-fa chan-cheng [越南與中法戰爭, Vietnam and the Sino-French War] (Taipei, 1993)
- Maury, A., Mes campagnes au Tong-King (Lyons, undated)
- Nicolas, V., Livre d'or de l'infanterie de la marine (Paris, 1891)
- Normand, R., Lettres du Tonkin (Paris, 1886)
- Sarrat, L., Journal d'un marsouin au Tonkin, 1883–1886 (Paris, 1887)
- Thomazi, A., Histoire militaire de l'Indochine française (Hanoi, 1931)
- Thomazi, A., La conquête de l'Indochine (Paris, 1934)